# Scyra
Scyra (лат.) — род морских крабов из семейства Epialtidae. В ископаемом виде неизвестны. Карапакс удлиненный, клиновидный. Головотрубка раздвоенная. Настоящих глазниц нет, надглазничный карниз слабый, глаза защищены очень длинным рострумом (предглазничным шипом). 3-й и 4-й сегменты ногочелостей одинаковой ширины. 3-5 пара ходильных ног часто очень короткие по сравнению с 1 и 2 парами. Встречаются на мелководье в трещинах скал, в литоральных ваннах и на водорослях. Обитают в Тихом океане вдоль побережья Азии (от Охотского до Южно-Китайского морей) и Северной Америки (от Аляски до Калифорнии).

## Виды
На апрель 2024 года в род включают следующие 7 видов:
- Scyra acutifrons Dana, 1851
- Scyra bidentata (A. Milne-Edwards, 1873)
- Scyra compressipes Stimpson, 1857
- Scyra ferox (Ohtsuchi & Kawamura, 2019)
- Scyra ortmanni (Balss, 1924)
- Scyra quadridens (De Haan, 1839)
- Scyra tuberculata Yokoya, 1933